# Isobornylacrylat
Isobornylacrylat (IBOA) ist eine chemische Verbindung aus der Gruppe der Acrylsäureester.

## Gewinnung und Darstellung
Der Ester kann aus (−)-Isoborneol, (+)-Isoborneol oder (±)-Isoborneol und Acrylsäure dargestellt werden. Ein zweistufiges Eintopfverfahren geht von Isobornylacetat unbestimmter Stereochemie aus, welches zunächst zu Isoborneol ebenso unbestimmter Stereochemie hydrolysiert wird. Im zweiten Schritt erfolgt eine Umesterung mit Methylacrylat (Acrylsäuremethylester) zur Zielverbindung.

## Eigenschaften
Isobornylacrylat ist eine farblose Flüssigkeit, die unlöslich in Wasser ist. Unter Hitze- oder Lichteinfluss oder bei Kontakt mit einem Polymerisationsstarter kann eine Polymerisation von Isobornylacrylat  auftreten.

## Verwendung
Isobornylacrylat ist ein monofunktionelles Monomer und wird als strahlenhärtbarer Reaktivverdünner in der chemischen Industrie eingesetzt.

## Sicherheitshinweise
Bei Ratten bewirkte Isobornylacrylat bei oraler Aufnahme Zittern, Dyspnoe sowie Veränderungen von Haut und Haaren. Die LD50 lag bei Ratten bei 4,890 mg/kg (oral) und bei Kaninchen bei über 5 g/kg (dermal).